# Lebensraum-Politik
Lebensraum-Politik oder Lebensraum-Ideologie sind Schlagwörter für die in der ersten Hälfte des 20. Jahrhunderts verbreitete geopolitische Vorstellung, Staaten hätten ihren Völkern hinreichend Siedlungsraum zur Verfügung zu stellen. Das implizierte die sozialdarwinistische Annahme, sie seien berechtigt, anderen Völkern deren Territorium wegzunehmen. Diese Vorstellungen vom „Lebensraum“ eines Volkes dienten zur Legitimation kolonialistischer und anderer Ansprüche auf Eroberungen, in der Zeit des Nationalsozialismus namentlich der Eroberung von Lebensraum im Osten. Seitdem gilt der Begriff als belastet und wird in den Sozialwissenschaften nicht mehr verwendet.

## Hintergrund: der Kolonialismus
Die Diskussion über den Lebensraum von Völkern entwickelte sich im letzten Jahrzehnt des 19. Jahrhunderts im Zusammenhang mit dem imperialistischen Kolonialismus. Sie erhielt ihre wesentlichen Impulse aus der im 19. Jahrhundert massenhaft werdenden europäischen Auswanderung nach Übersee, vor allem in die USA. Sie war gebunden an den Aufschwung nationalen Selbstbewusstseins in den europäischen Nationalstaaten, deren zwischenstaatliche Grenzen zum ersten Mal ein Gefühl für die territoriale Nationaldimension bildeten. Die Auswanderung ließ die Frage aufkommen, was denn geschehen müsse, damit die fortstrebende Arbeitskraft nicht fremde Volkswirtschaften bereicherte, sondern dem eigenen Land erhalten und verbunden blieb. Der Erwerb von Kolonien galt als Ausweg nach dem Vorbild des Britischen Weltreichs, das sich seit dem Siebenjährigen Krieg konkurrenzlos ausbreitete, nachdem Frankreich besiegt war und seine wichtigsten überseeischen Besitzungen an England abtreten musste.
Der Begriff Lebensraum ist zwar eine deutsche Prägung, wurde aber als espace vital auch in Frankreich benutzt. Hier setzte die Diskussion nach der Eroberung von Algier 1830 ein, worin eine Ausgangsbasis für die Bildung von Siedlungskolonien gesehen wurde. Von ihnen ausgehend sollte Französisch-Algerien auch mit Siedlern aus anderen europäischen Ländern erschlossen und vereinnahmt werden. Nach der Niederlage im Deutsch-Französischen Krieg waren es jedoch vor allem Bewohner aus Elsaß-Lothringen, die sich weiterhin Frankreich zugehörig fühlten und nach Algerien strebten.

## Deutschland nach der Reichsgründung
In Deutschland als spät entstandenem Nationalstaat stand erst nach der Reichsgründung von 1871 die Suche nach einer nationalen Lösung für die demographischen Probleme an, die sich in einer großen Auswanderungswelle in den 1880er Jahren infolge der Gründerkrise zeigten. Als Alternative zur Auswanderung ging es seither auch für Deutschland um den Erwerb von Kolonien. Der Geograph Friedrich Ratzel, Mitglied des Alldeutschen Verbandes, beschäftigte sich mit diesen Fragen und untersuchte sie in seinen Büchern Politische Geographie (1897) und Der Lebensraum (1901), das den Untertitel Eine biogeographische Studie trägt. Dabei übernahm er den eigentlich aus der Biologie stammenden Begriff des Lebensraums und ging in biologistischer Weise davon aus, Staaten wären Organismen; sie würden mit ihrem Volk und dem Boden, auf dem dieses lebte, seinem Lebensraum, in schicksalhafter Wechselwirkung existieren. Wie Einzelmenschen seien sie einem fortwährenden „Kampf ums Dasein“ unterworfen, und da Völker wüchsen, müssten sie sich auch territorial ausbreiten.
Erster Vorsitzender des Alldeutschen Verbandes war der Reichstagsabgeordnete Ernst Hasse (Nationalliberale Partei), der in Leipzig den Lehrstuhl für Statistik und Kolonialpolitik innehatte. Hasse schrieb ein 1895 in zweiter Auflage erschienenes Buch mit dem Titel Großdeutschland und Mitteleuropa um das Jahr 1950. Bis zur Mitte des 20. Jahrhunderts sah er einen deutschen Bundesstaat voraus, der „die staatliche Zusammenfassung des gesamten mitteleuropäischen Deutschtums“ umfassen sollte, und zwar mit Ausdehnung nach Osten und vor allem Südosten bis zum Schwarzen Meer. Denn „nach Südosten und Osten sind der Entwicklung des Deutschtums natürliche Grenzen nicht gesteckt […] Auch in Zukunft wird es nicht anders sein, als dass die Volkskraft der Deutschen dorthin vorwärts drängt.“ Dabei sollten die Balkanländer germanisiert werden.
„Lebensraum“ bedeutete also von Anfang an Gebietsanspruch und diente als Rechtfertigungsargument für territoriale europäische Expansion, die sich in der völkischen Bewegung noch vor dem Ersten Weltkrieg ausdrücklicher als Forderung nach „Lebensraum im Osten“ niederschlug. Dabei grenzte sie sich mit antisemitischen Argumenten von der Kolonialpolitik des Kaiserreiches ab, die den Fokus auf Afrika setzte. Der entscheidende Impuls für diesen enger geführten Begriff ergab sich aus den engeren Grenzziehungen und vor allem aus der östlichen Verkleinerung des Deutschen Reiches einschließlich des Untergangs der Habsburgermonarchie infolge des Ersten Weltkriegs. Bereits 1885 hatte der völkische Publizist Paul de Lagarde gefordert, Deutschland müsse sein Kolonisationswerk „nicht in fremden Welttheilen, sondern in unserer nächsten Nähe“ beginnen. Dabei dachte er an angeblich dünn besiedelte Gebiete Polens und Ungarns, die man annektieren und deutsch besiedeln solle. Die dort lebende Bevölkerung, namentlich die Juden, wären auszuweisen.
1926 verstärkte der zum Schlagwort gewordene Romantitel Volk ohne Raum von Hans Grimm die Vorstellungen von einem zu erwerbenden Lebensraum. Dieser sollte durch die Erweiterung des deutschen Siedlungsgebietes in Grenzkolonisation oder in neu zu erwerbenden überseeischen Kolonien verwirklicht werden.
In  der Weimarer Republik stellte der Historiker Wilhelm Ziegler die zu lösenden Aufgaben deutscher Politik wie folgt dar:

„Der Verlust der Rheinmündung, die Nichtbesiedelung der mittleren Weichsel, die Verzettelung der Siedelung an der mittleren Donau – das sind drei schwere Versäumnisse unserer Vergangenheit. […] Die Weichselniederung bildet den polnischen Korridor, dessen Aufhebung ohne Zweifel die nächste Aufgabe der deutschen Zukunft ist. […] Aber in eigentümlicher Kurzsichtigkeit ist schon damals (12. Jhd.) zwischen Oder und Weichsel eine Lücke im deutschen Siedlungsblock entstanden, die auch später nie mehr durch Nachschub völlig ausgefüllt worden ist. […] auch die moderne deutsche Politik hat lieber Millionen deutscher Bauernsöhne ins Ausland sich verkrümeln lassen, als diese Lücke zwischen zwei Zimmern des eigenen Hauses auszufüllen.“

Auch in die offizielle Regierungspolitik ging der Begriff ein. Den Vorschlag des französischen Außenministers Aristide Briand, gemeinsam einen europäischen Staatenbund zu gründen, wies die Regierung Brüning schroff zurück: Deutschland müsse „seinen ausreichenden natürlichen Lebensraum besitzen“ und dürfen sich darum keine Vertragsfesseln anlegen lassen. Damit machten sich Reichskanzler Heinrich Brüning und sein Außenminister Julius Curtius nicht die Ideenwelt der Nationalsozialisten zu eigen, doch die Ablehnung einer deutsch-französischen Kooperation war mehr als deutlich.

## Diskussion in Frankreich
Der französische Politologe Olivier Le Cour Grandmaison benutzte den Begriff espace vital 2005 für die Geschichte der Dritten Republik, insbesondere der Kolonisierung Französisch-Algeriens. Die Lebensraumidee habe noch ohne genaue Begrifflichkeit in Frankreich die Sichtweise von drei einflussreichen Wortführern bestimmt: die des algerienerfahrenen Arztes Eugène Bodichon (1810–1885), des Juristen Arthur Girault (1865–1931) und des von der Akademie der moralischen und politischen Wissenschaften ausgezeichneten Paul Leroy-Beaulieu (1843–1916).
Girault äußerte sich zum Beispiel folgendermaßen:

„Die Kolonisation ist eine Bedingung zur inneren Friedenssicherung. Wenn die Kunst des Regierens hauptsächlich darin besteht, jedem seinen Platz zuzuweisen, dann besteht die feinfühligste Aufgabe der Regierung sicher darin, für die abenteuerlichen, unzufriedenen und undisziplinierten Geister eine Verwendung zu finden. Wie viele aktive und intelligente Menschen werden zu gefährlichen Deklassierten, die in einem anderen Umfeld als dem ihren, das von strengen Sitten und rigorosen Reglementierungen bestimmt ist, sich unendlich hätten nützlich machen können! Die Kolonien bieten ihnen ein kostbares Feld zur Entfaltung.“

Der Indologe Louis Jacolliot schrieb:

„Von einem humanitären Gesichtspunkt aus, auch im sozialen Interesse und gegenüber den ungeheuren Gegenden, die von ihren Bewohnern nicht genutzt werden, hat ein Volk das Recht, sich nach außen auszubreiten, sich neue Wege zu öffnen für den Tag, wo ihm seine Wiege zu eng geworden sein wird. Das ist der wahre und ehrenwerte Lebenskampf.“

## Derspazio vitaleim italienischen Faschismus

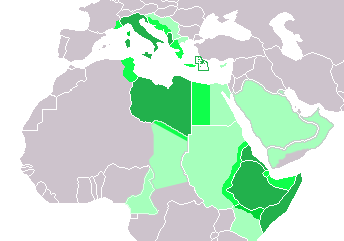
Königreich Italien mit bis 1939 eroberten Ländern und Kolonien (dunkelgrün); eroberten Gebieten während des Zweiten Weltkriegs (grün) und sonstigen Expansionsplänen (hellgrün)

Nach Ansicht der italienischen Faschisten war das Recht, Lebensraum (spazio vitale) zu erobern, wenigen auserwählten Nationen vorbehalten. Mussolini sprach schon 1922 davon, aus dem Mittelmeer einen „italienischen See“ zu machen. 1934 kündigte er einen Marsch zum Atlantik durch Französisch-Nordafrika und zum Indischen Ozean von Italienisch-Libyen über den Sudan nach Italienisch-Ostafrika an. Dabei stützte man sich auf die Romanità-Bewegung. Das neue Italien sollte wieder Kultur und Fortschritt wie zu Zeiten des römischen Reiches verbreiten. Geplant war ein piccolo spazio nur von Italienern bewohnt und ein grande spazio von anderen Nationen bewohnt aber unter italienischer Kontrolle. Dieses italienische imperiale Projekt mit seiner Mission der Zivilisation unterschied sich vom deutschen Modell des Lebensraums, weil es den dauerhaften Fortbestand der dominierten Ethnien vorsah. Im Gegensatz zu den britischen und französischen Kolonialreichen sollte das italienische auch weiße europäische Christen rassisch unterordnen.
Der Begriff des spazio vitale wurde zu einer Metapher für Überlegenheit und Vitalität und verband die abstrakten faschistischen Ideen von der italienischen Elite, einem gewaltbereiten Aktionismus und historischem Sendungsbewusstsein mit einem historischen und geopolitischen Expansionsziel. Der Versuch der Umsetzung in den besetzten Gebieten scheiterte, weil sich die Okkupationsrealität mit ihrer Abhängigkeit vom Deutschen Reich sehr deutlich von den faschistischen Projektionen und deren Ambitionen unterschied.

## Der „Lebensraum im Osten“ im Nationalsozialismus

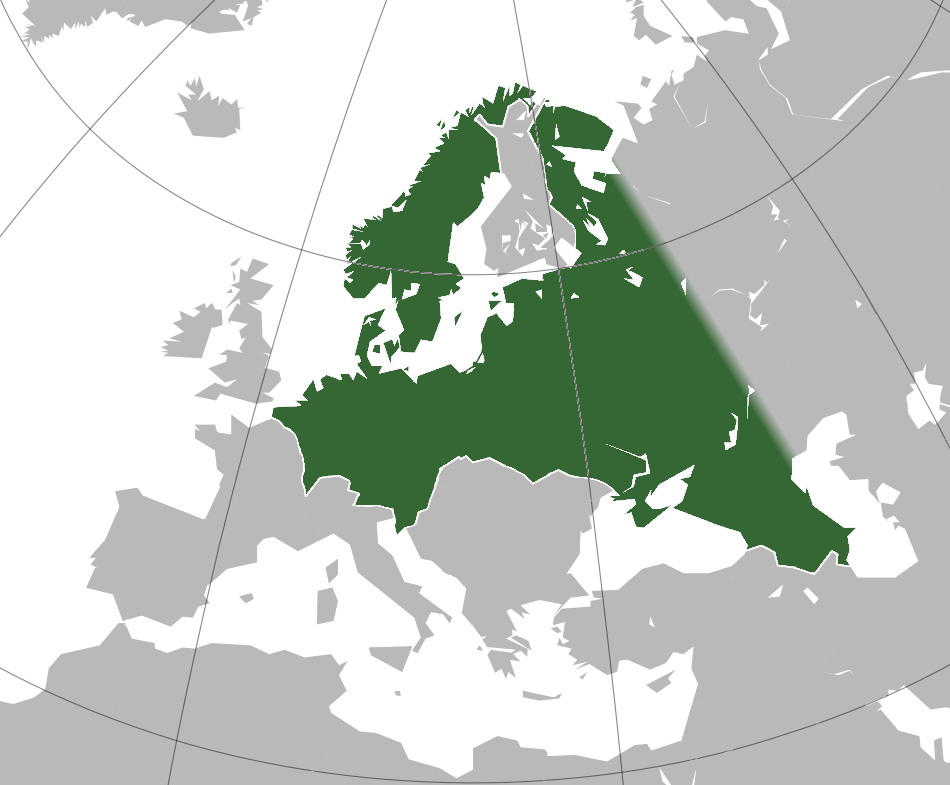
Geplante Ausdehnung des Großdeutschen Reiches im Zuge des Generalplans Ost

Stichwortgeber für die Zeit des Nationalsozialismus waren hauptsächlich Adolf Hitler, der seine Lebensraumvorstellungen in Anlehnung an Friedrich Ratzel in Mein Kampf niederlegte, der NS-Ideologe Alfred Rosenberg mit seinem Buch Der Mythus des 20. Jahrhunderts, in dem „Lebensraum“ als Schlüsselbegriff neben dem der „Rasse“ steht, der Geograph Karl Haushofer, aber auch der Staatsrechtler Carl Schmitt mit seiner sogenannten Großraumtheorie.

Hitler polemisierte in Mein Kampf gegen den hergebrachten, „ordinären“ Nationalismus, der lediglich den Versailler Vertrag revidieren und den Zustand vor 1914 wiederherstellen wollte. Stattdessen müsse Deutschland im immerwährenden Kampf durch biologische Expansion nach Osten neuen Lebensraum und Siedlungsgebiete für seinen Geburtenüberschuss gewinnen. Gleichzeitig lasse sich dadurch auch eine autarke Großraumwirtschaft aufbauen, die es erlaube, erfolgreich Krieg zu führen. Diese Ideen standen der agrarpolitischen Blut-und-Boden-Ideologie nahe und setzten sozialdarwinistisch die Annahme eines deutschen Herrenvolks und der rassischen Minderwertigkeit der slawischen Völker voraus. Hitler forderte kategorisch: 

„Wenn die nationalsozialistische Bewegung wirklich die Weihe einer großen Mission für unser Volk vor der Geschichte erhalten will, muß sie, durchdrungen von der Erkenntnis und erfüllt vom Schmerz über seine wirkliche Lage auf dieser Erde, kühn und zielbewußt den Kampf aufnehmen gegen die Ziellosigkeit und Unfähigkeit, die bisher unser deutsches Volk auf seinen außenpolitischen Wegen leiteten. Sie muß dann, ohne Rücksicht auf ,Traditionen' und Vorurteile, den Mut finden, unser Volk und seine Kraft zu sammeln zum Vormarsch auf jener Straße, die aus der heutigen Beengtheit des Lebensraumes dieses Volk hinausführt zu neuem Grund und Boden und damit auch für immer von der Gefahr befreit, auf dieser Erde zu vergehen oder als Sklavenvolk die Dienste anderer besorgen zu müssen.“

Bereits am 3. Februar 1933 erläuterte Hitler vor führenden Reichswehroffizieren sein Ziel, „Lebensraum im Osten“ zu erobern und diesen rücksichtslos zu germanisieren. Dabei scheint er zunächst noch die Option offengelassen zu haben, dass dies auf dem Wege der Kolonialpolitik erfolgen könne. In seiner Denkschrift zum Vierjahresplan vom August 1936 formulierte Hitler das Ziel einer „Erweiterung des Lebensraumes bzw. der Rohstoff-Ernährungsbasis unseres Volkes“, die nur durch Krieg zu erreichen seien. Daher müssten die deutsche Wirtschaft und die Wehrmacht bis 1940 kriegsfähig sein. Am 5. November 1937 erklärte er einer Rede, die in der so genannten Hoßbach-Niederschrift überliefert ist, Deutschland habe „einen in sich so fest geschlossenen Rassekern“ wie kein anderes Land, was „das Anrecht auf größeren Lebensraum mehr als bei anderen Völkern in sich schlösse“. Zur Behebung der „Raumnot“ müsse bis spätestens 1943 oder 1945 Krieg geführt werden, weil Deutschland nur bis dahin einen Rüstungsvorsprung vor den beiden „Haßgegnern“ Frankreich und Großbritannien habe. Noch deutlicher wurde Hitler schließlich am 23. Mai 1939 vor Wehrmachtsoffizieren. Bei der aktuellen Krise gehe es durchaus nicht um die Freie Stadt Danzig: 

„Es handelt sich für uns um die Erweiterung des Lebensraumes im Osten und Sicherstellung der Ernährung sowie die Lösung des Baltikum-Problems. Lebensmittelversorgung ist nur dort möglich, wo geringe Besiedelung herrscht.“

Den Krieg mit diesen Zielen begann Deutschland am 1. September 1939 mit dem Überfall auf Polen, am 22. Juni 1941 überfiel es zudem seinen Verbündeten, die Sowjetunion.
Der bis 1942 in etlichen Varianten vorliegende Generalplan Ost sah eine „Germanisierung“ des osteuropäischen Raumes bis zum Ural und ans Schwarze Meer bis zum Kaukasus vor. Weil im rasch eroberten ehemaligen Ansiedlungsrayon des Zarenreichs die Mehrzahl der europäischen Juden lebte, bildeten die Visionen eines rein germanischen Lebensraums Antrieb und Gelegenheit für den Holocaust. Die letzte Version des Plans umfasste auch Siedlungsregelungen für das Protektorat Böhmen und Mähren, das frühere Reichsland Elsaß-Lothringen, die Untersteiermark und Oberkrain. Insofern ist der Begriff Lebensraum für den Juristen Horst Dreier ein Synonym für Hitlers rassenideologisch motivierten Vernichtungskrieg. Außerhalb der Biologie wird er deshalb nicht mehr verwendet.